# カールソン
カールソン（Carlsson）は、メルセデス・ベンツ車専用のチューニングメーカーである。

## 概要

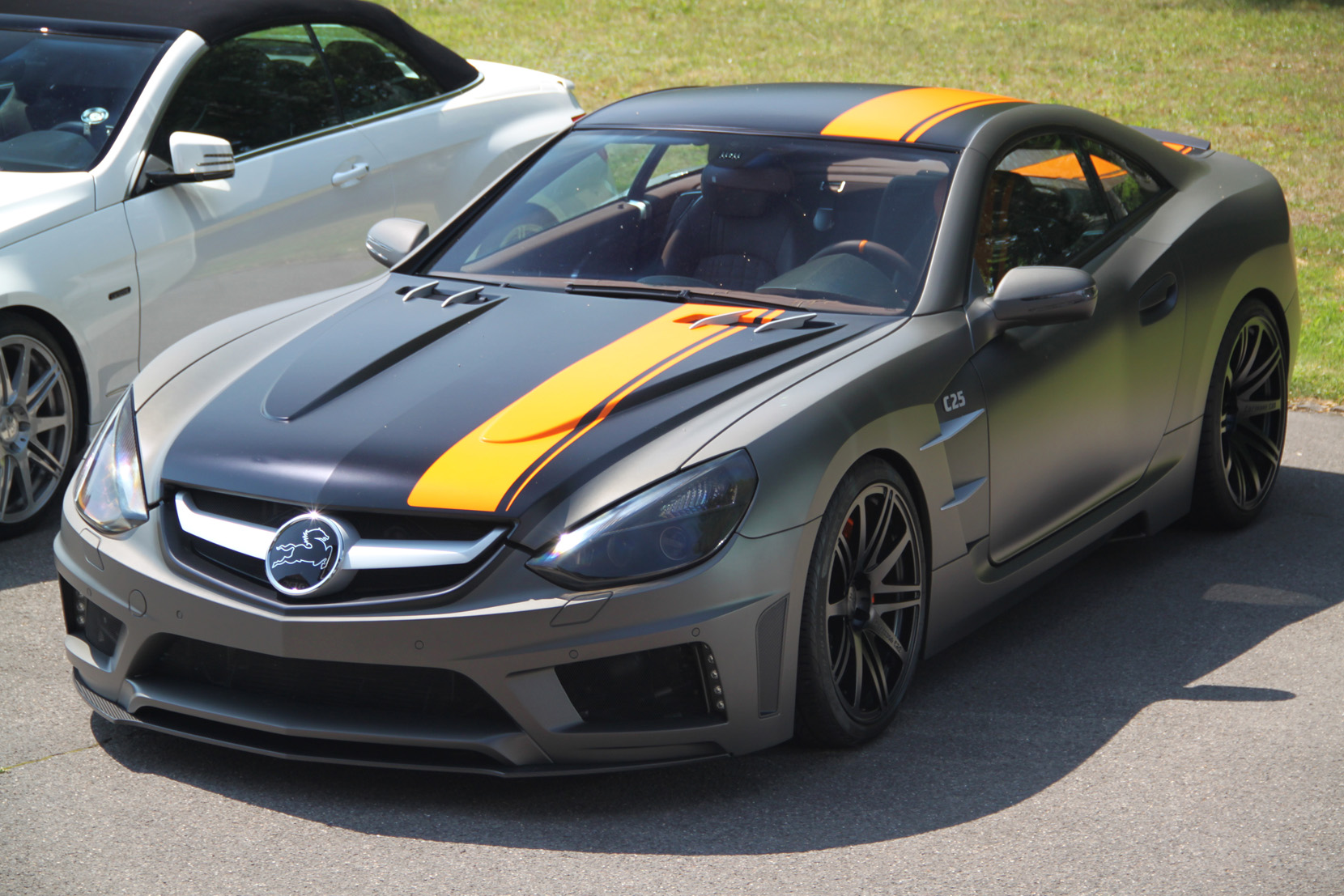
カールソン C25 1号車

事業内容としては自動車のチューニングおよび自動車部品の製造販売となっている。自動車部品の主な製品はアルミホイール、エアロパーツ、吸排気系部品、サスペンション、シート等のインテリアパーツなどがある。
またチューニング事業の一環としてコンプリートカーと呼ばれる完成車の販売も行っており、CL600(C216型)をチューニングしたCK60や、GL500(X164型)をチューニングしたCK50などを発売している。
カールソンで製造されるパーツはメルセデス・ベンツおよびスマート向け製品が中心だが、アルミホイールに関しては一部の製品（カールソン1/16など）は日本車で標準的に使用されているPCDの設定もある。
2015年にカールソンはドイツにて倒産し、その後韓国のサンボモータース傘下で再建を行っている。同社日本法人である「カールソンジャパン」は2000年に設立されたが、2021年3月31日にライセンス契約終了した。

## 歴史

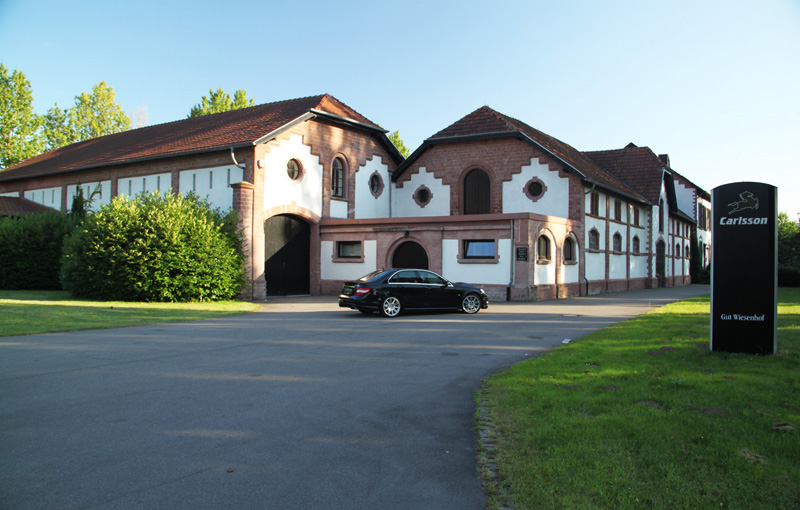
同社創業の地であるGut Wiesenhof工場

1989年にドイツのGut Wiesenhof（ドイツ南西部のメルツィヒの近くにある）という町で「The Carlsson Autotechnik GmbH」として創立した。創立者はロルフ・ハルトゲ（Rolf Hartge）とアンドレアス・ハルトゲ（Andreas Hartge）の兄弟。同兄弟の長兄は「ハルトゲ」の創業者であるヘルベルト・ハルトゲ（Herbert Hartge）である。 
会社名の「カールソン」は、兄弟二人とも尊敬していたスウェーデン人のラリードライバー、イングバル・カールソンに敬意を表示するため命名したものである。
そして、イングバル・カールソンは、その二人のもっとも親密な技術パートナーであり、ビョルン・ワルデガルト（Björn Waldegard）とワルター・ロール（Walter Röhrl）とともに、メルセデス・ベンツのラリーチームの流れで名前が書かれていた。
2012年5月より中国の大手輸入企業中升集团控股有限公司がカールソンの株式の70%を取得したことで同社の傘下となり、中国市場向けの限定モデルであるカールソンC25を販売するが中国市場では振るわなかった。
長きにわたる売り上げの低迷により、2015年5月にカールソンは破産宣告を行った。
2015年12月4日、同社の事業は韓国の自動車部品メーカーであるサンボモータースによって引き継がれ、新たに「The Carlsson Fahrzeugtechnik GmbH」として運営されていくこととなった。

## ギャラリー
- カールソン CK63
- カールソン SLK340
- カールソン fortwo 451
- カールソン W166